# Coprinus poliomallus
Coprinus poliomallus är en svampart som beskrevs av Romagn. 1945. Coprinus poliomallus ingår i släktet Coprinus och familjen Agaricaceae.  Arten är reproducerande i Sverige. Inga underarter finns listade i Catalogue of Life.